# Nagdlunguaq-48
Nagdlunguak-48 er en sportsklub fra Grønland hjemmehørende i Ilulissat.
N-48 har mange medlemmer som rækker fra 0 - 70 år. I år har N-48 sendt alle rækker til Grønlandsmesterskaber. Alle hold har spillet slutrunder og næsten alle rækker har fået medaljer med hjem både i håndbold og fodbold.
Håndbold:
U12 og U16 drenge fik sølvmedaljer, Damer seniorer fik bronze, herrer seniorer og U16 piger blev nr. 4.
Fulsal:
Oldboys blev Grønlandsmester + 35 år
Herrer seniorer fik sølv
U18 blev nr. 4
Fodbold:
Oldboys blev Grønlandsmester
Herrer seniorer fik sølv
U18 fik sølv
U14 blev Regionsmester og anden holdet fik bronze
U12blev Regionsmester
Nagdlunguak hovedsponsor er KNI

## Præstation
- GM: 11
  - Champion : 1977, 1978, 1980, 1982, 1983, 1984, 2000, 2001, 2006, 2007, 2019

## Spillere
| Nr. | Land     | Position | Spiller                     |
| --- | -------- | -------- | --------------------------- |
| 1   | Grønland | MM       | Gabriel Petersen            |
| 11  | Grønland | FO       | Peter Leibhardt             |
| 14  | Grønland | FO       | Kaali Lund Mathaeussen      |
| 15  | Grønland | FO       | Peter Rosbach               |
| 19  | Grønland | FO       | Patrick Brummerstedt Larsen |
| 21  | Grønland | MI       | Hans Peter Pars             |
| 5   | Grønland | MI       | Lars-Erik Reimer            |
| 9   | Grønland | MI       | Aputsiaq Gabrielsen         |
| 6   | Grønland | MI       | Søren Kreutzmann            |
| 8   | Grønland | AN       | Markus Jensen               |
| 7   | Grønland | AN       | Nick Reimer                 |

Udskiftere
| Nr. | Land     | Position | Spiller                  |
| --- | -------- | -------- | ------------------------ |
| 2   | Grønland | FO       | Karl-Peter Street        |
| 3   | Grønland | MI       | Niklas Thustrup Johansen |
| 4   | Grønland | FO       | Minik Olsvig Svendsen    |
| 10  | Grønland | FO       | Bruno Sandgreen          |
| 13  | Grønland | AN       | Nukannguaq Petersen      |
| 17  | Grønland | AN       | Hans Kristiansen         |
| 18  | Grønland | MI       | Karl Louis Sandgreen     |
| 20  | Grønland | MI       | Isak Høy                 |

Opdateret 11. august 2019

## Resultater
- Coca Cola GM: 10

Grønlandsmestre: 1977, 1978, 1980, 1982, 1983, 1984, 2000, 2001, 2006, 2007